# Fort de Stanley
Le fort de Stanley (赤柱炮台) est une installation militaire de l'armée populaire de libération chinoise située à l'extrême sud de l'île de Hong Kong dans la ville de Stanley.
À l'origine base de l'armée britannique depuis 1841, son administration est transférée à l'armée chinoise en 1997 à la suite de la rétrocession de Hong Kong à la Chine. Il accueille également le centre pour enfants de Kai Chi et le centre de réhabilitation d'Aberdeen.

## Histoire
Le fort, qui couvre une surface de 128 hectares, est fondé en 1841 sur la péninsule de Stanley au sud de l'île de Hong Kong. Il consiste en des casernes et des quartiers d'officiers. Des batteries d'artillerie côtières, telles que la batterie de Stanley et la batterie de Bluff Head, protègent les approches sud.
Le 25 décembre 1941, lors de la bataille de Hong Kong, les troupes britanniques et canadiennes montent une ultime contre-attaque contre les positions japonaises du St Stephen's College (zh) depuis le fort. Les soldats tués sont enterrés dans le cimetière militaire de Stanley situé à proximité.
Le fort passe ensuite sous le contrôle des Japonais qui le modifient pour le rendre plus résistant aux obus pendant la Seconde Guerre mondiale. À la fin des années 1940, il revient à son ancien objectif de caserne de l'armée britannique. Au début des années 1950, il est la base du 27e régiment lourd anti-aérien et d'un petit atelier des Royal Electrical and Mechanical Engineers (en).  Le fort a des casernes à trois étages, un NAAFI (en) à deux étages, des installations médicales et un bâtiment du quartier-général de la compagnie. Il dispose également d'un terrain de parade et d'un parc de véhicules et d'équipements. En 1997, son contrôle est transféré à l'armée populaire de libération à la suite de la rétrocession de Hong Kong à la Chine.
L'emplacement des canons de la batterie du fort de Stanley est classé comme bâtiment historique de rang I et protégé par l'ordonnance sur les antiquités et monuments.